# Beroepschriftprocedure
De beroepsschriftprocedure, zoals vastgelegd in artikel 8.1 Algemene wet bestuursrecht (Awb), volgt indien een belanghebbende het niet eens is met de beslissing op bezwaar. De beslissing op bezwaar is een besluit waartegen in beroep kan worden gegaan op grond van artikel 8.1 Awb. Gezien de 'zeeffunctie' die beoogd is met artikel 7.1 Awb, is een bezwaarschriftprocedure vooraf benodigd om in beroep te kunnen gaan, om zo de rechtbanken te ontlasten.
Incidenteel kan er op grond van een speciale wet ook direct beroep aangetekend worden bij de rechtbank alvorens de bezwaarschriftprocedure van artikel 7.1 algemene wet bestuursrecht te doorlopen. Een voorbeeld hiervan is artikel 6 lid 2 van de Scheepvaartverkeerswet.
Een duidelijk verschil tussen de bezwaarschriftprocedure en de beroepsschriftprocedure is de mate van toetsing. Bij een bezwaarschrift zal het bestuursorgaan een volledige heroverweging van de belangen maken, en de inhoud van het besluit opnieuw afwegen tegen de belangen van de belanghebbende. De rechter zal in beroep echter 'marginaal' toetsen om zo te voorkomen in de 'stoel van het bestuursorgaan' plaats te nemen. De grondslag van deze marginale toetsing ligt in de trias politica waar een scheiding tussen rechtspraak, uitvoering en handhaving beoogd is. Marginale toetsing houdt in dat de rechter oordeelt of het bestuursorgaan heeft voldaan aan de formele eisen van een besluit, hierbij moet worden gedacht aan naleven van beginselen van behoorlijk bestuur door het bestuursorgaan, en het rechtens toepassen van vormvereisten voor een besluit. De rechter oordeelt kortweg of het besluit rechtmatig is of niet.
Indien een besluit onrechtmatig is bevonden, dan vernietigt de rechter het besluit doorgaans niet, maar wordt het bestuursorgaan weggestuurd met de opdracht het besluit opnieuw te motiveren of zorgvuldiger onderzoek te doen. In tegenstelling tot een bezwaarschriftprocedure zal voor een beroepsschriftprocedure griffiegeld moeten worden betaald.